# Ridge Summit
Der Ridge Summit (englisch für Gratgipfel) ist ein 1534 m hoher, gebirgskammähnlicher Berg im ostantarktischen Viktorialand. In der Royal Society Range erstreckt er sich von den Cathedral Rocks in östlicher Richtung zum Blue Glacier.
Die Westgruppe um den australischen Geologen Thomas Griffith Taylor (1880–1963) benannte ihn im Zuge der Terra-Nova-Expedition (1910–1913) des britischen Polarforschers Robert Falcon Scott deskriptiv.